# إيرل بينيت (لاعب كرة قدم أمريكية)
إيرل بينيت (بالإنجليزية: Earl Bennett)‏ هو لاعب كرة قدم أمريكية أمريكي، ولد في 27 فبراير 1920، وتوفي في 28 سبتمبر 1992.